# Grote steltmug
Grote steltmug (Pedicia rivosa) is een tweevleugelige uit de familie Pediciidae. De wetenschappelijke naam van de soort werd als Tipula rivosa in 1758 gepubliceerd door Carl Linnaeus. De soort komt voor in het Palearctisch gebied.